# Harbour Tower
Harbour Tower es una futura torre residencial, actualmente en construcción, la cual contará con 52 pisos distribuidos en 198 metros de altura, y que estará emplazada en la esquina de Lola Mora y Julieta Lanteri, frente a la plaza del Dique 1. Su ubicación asegura vistas abiertas al río ya desde los primeros pisos y panorámicas de Puerto Madero y la ciudad promediando la torre.
Será un edificio residencial en el que predominen las unidades grandes, con algunas de dos ambientes en los niveles más bajos.
Una vez finalizada, será la segunda torre más alta de la ciudad tras la Alvear Tower.
El 13 de septiembre de 2016, el presidente de Gnvgroup, Alejandro Ginevra, el arquitecto Carlos Ott y funcionarios públicos colocaron la piedra Fundacional de la obra.
En 2019, luego de la demora en las obras por cambios en el proyecto, la empresa Caputo se finaliza la cimentación a 50 metros bajo tierra y se licita la construcción del resto de la torre, quedando a cargo la empresa Constructora Sudamericana. También se cerró un acuerdo con la cadena W Hotels de Marriott para formar parte del complejo.

## Ubicación
La torre se ubicará en el Dique 1 de Puerto Madero, dentro del emprendimiento de usos mixtos Madero Harbour. Diseñada por el prestigioso arquitecto uruguayo Carlos Ott, quien buscó crear un ícono de la arquitectura de vanguardia. El proyecto ejecutivo está a cargo del Estudio Urgell-Penedo-Urgell.